# Ternate (Italië)
Ternate is een gemeente in de Italiaanse provincie Varese (regio Lombardije) en telt 2270 inwoners (31-12-2004). De oppervlakte bedraagt 5,1 km², de bevolkingsdichtheid is 451 inwoners per km².

## Demografie
Ternate telt ongeveer 926 huishoudens. Het aantal inwoners daalde in de periode 1991-2001 met 1,7% volgens cijfers uit de tienjaarlijkse volkstellingen van ISTAT.
| Jaar | Inwoneraantal |
| ---- | ------------- |
| 1991 | 2293          |
| 2001 | 2254          |

## Geografie
De gemeente ligt op ongeveer 281 m boven zeeniveau.
Ternate grenst aan de volgende gemeenten: Biandronno, Cazzago Brabbia, Comabbio, Inarzo, Travedona-Monate, Varano Borghi.